# Архітектура Бутану

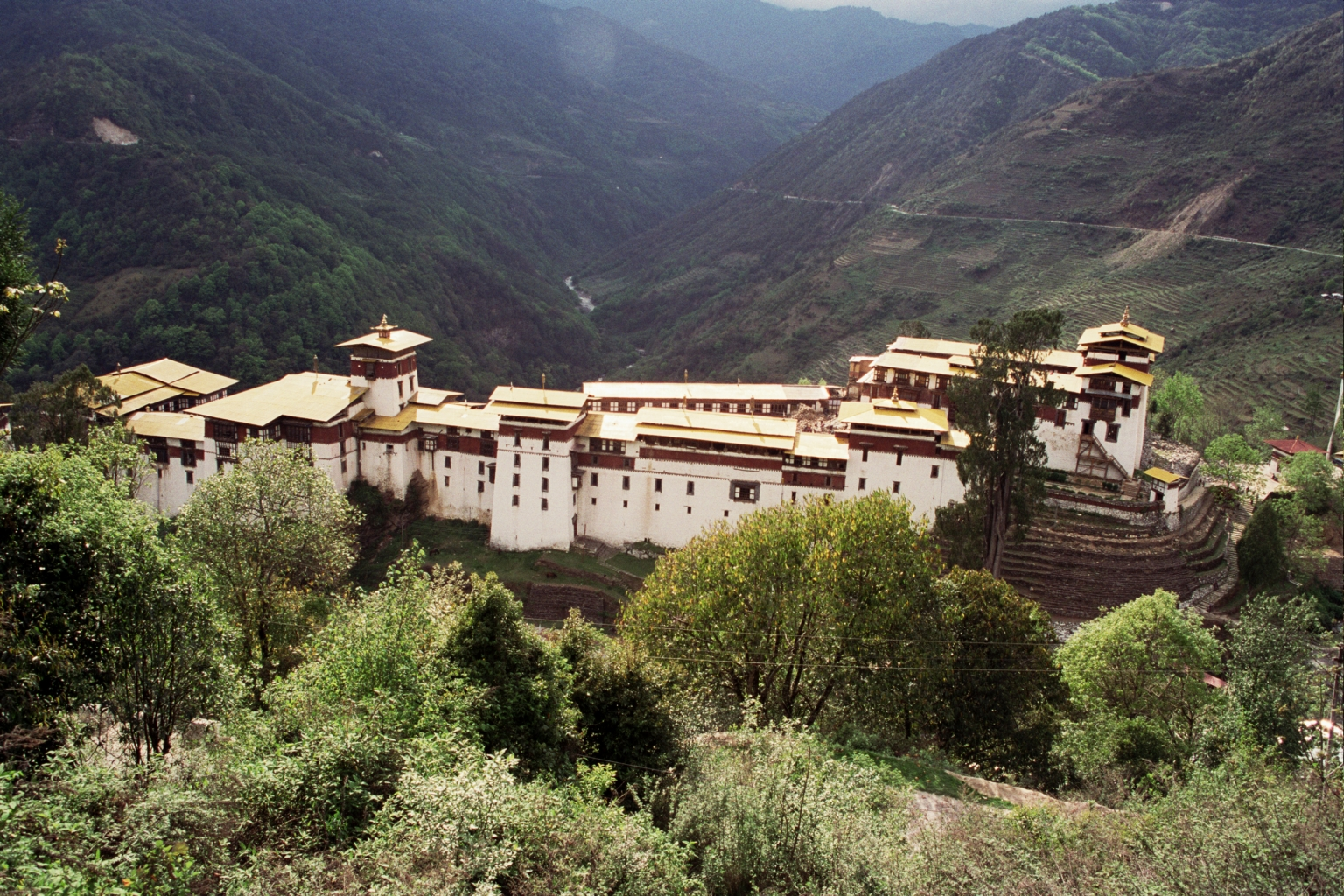
Тронгса-дзонг — найбільший дзонг, фортеця в Бутані

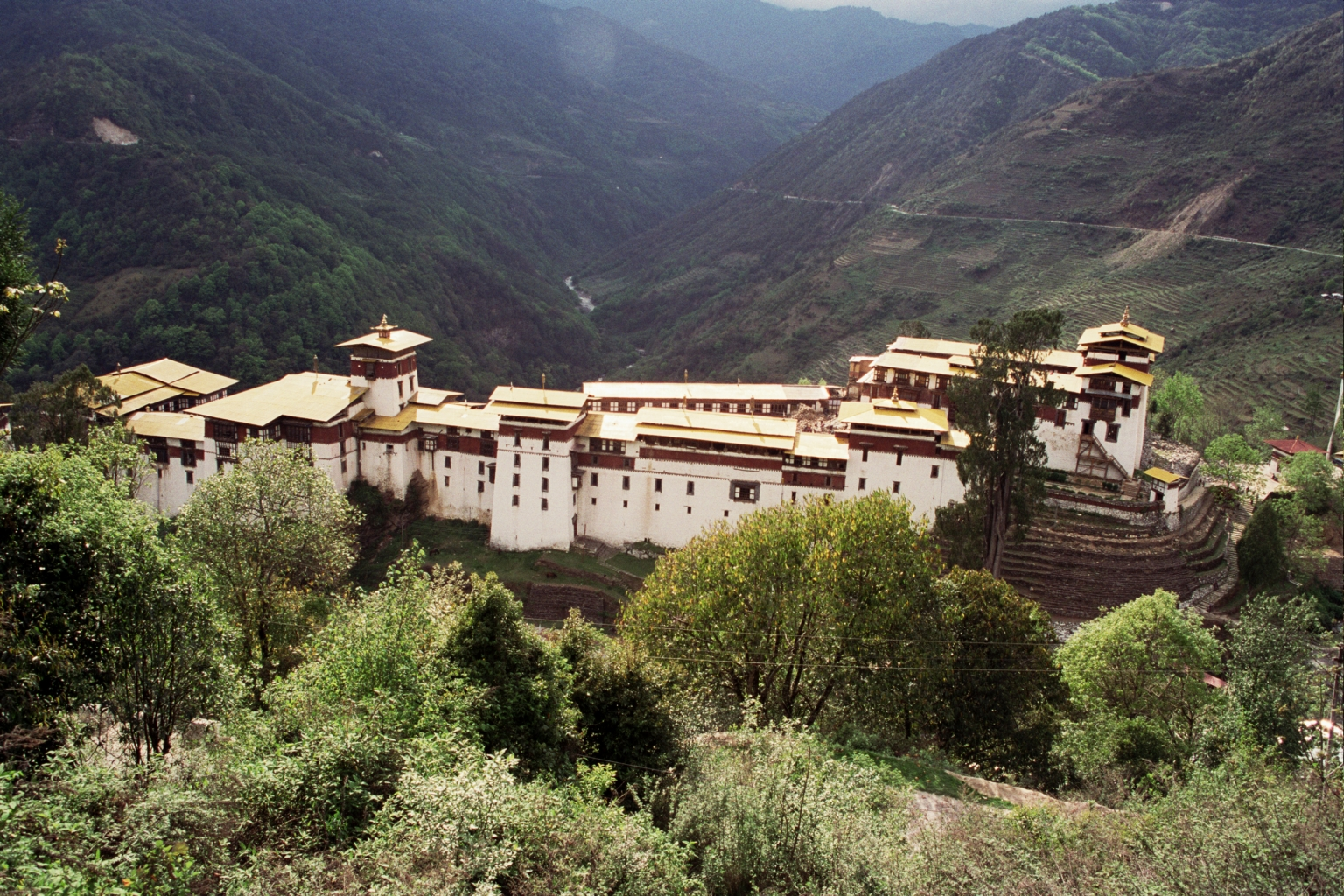
Тронгса-дзонг

Архітектура Бутану, як і все його мистецтво, формувалося та удосконалювалося під помітним впливом ламаїзму. Протягом усієї своєї історії Бутан в основному наслідував тибетські традиції буддійської архітектури.
Найпоширенішим видом культових споруд є дзонг.
Дзонги з'явилися в 17 столітті, це — кам'яні монастирі-фортеці. У внутрішній частині дзонга є квадратний або прямокутний двір з 3-ярусною вежею, навколо двору розташовані храми і адміністративні будівлі. Як приклади можна навести Друг'єл-дзонг в місті Паро, Пунакха-дзонг в місті Пунакха. Оздоблення храмових будівель лаконічне, для нього характерні смуги, виконані червоною фарбою й орнаменти із золота навколо дверей і краями стін.
Дзонги використовуються як військові укріплення, монастирі, університети, центри управління і культурні центри, а також там проводяться щорічні релігійні свята цечу.
Для громадської архітектури Бутану характерні національні традиції, помітні в забудові міста Тхімпху.

## Традиційна архітектура

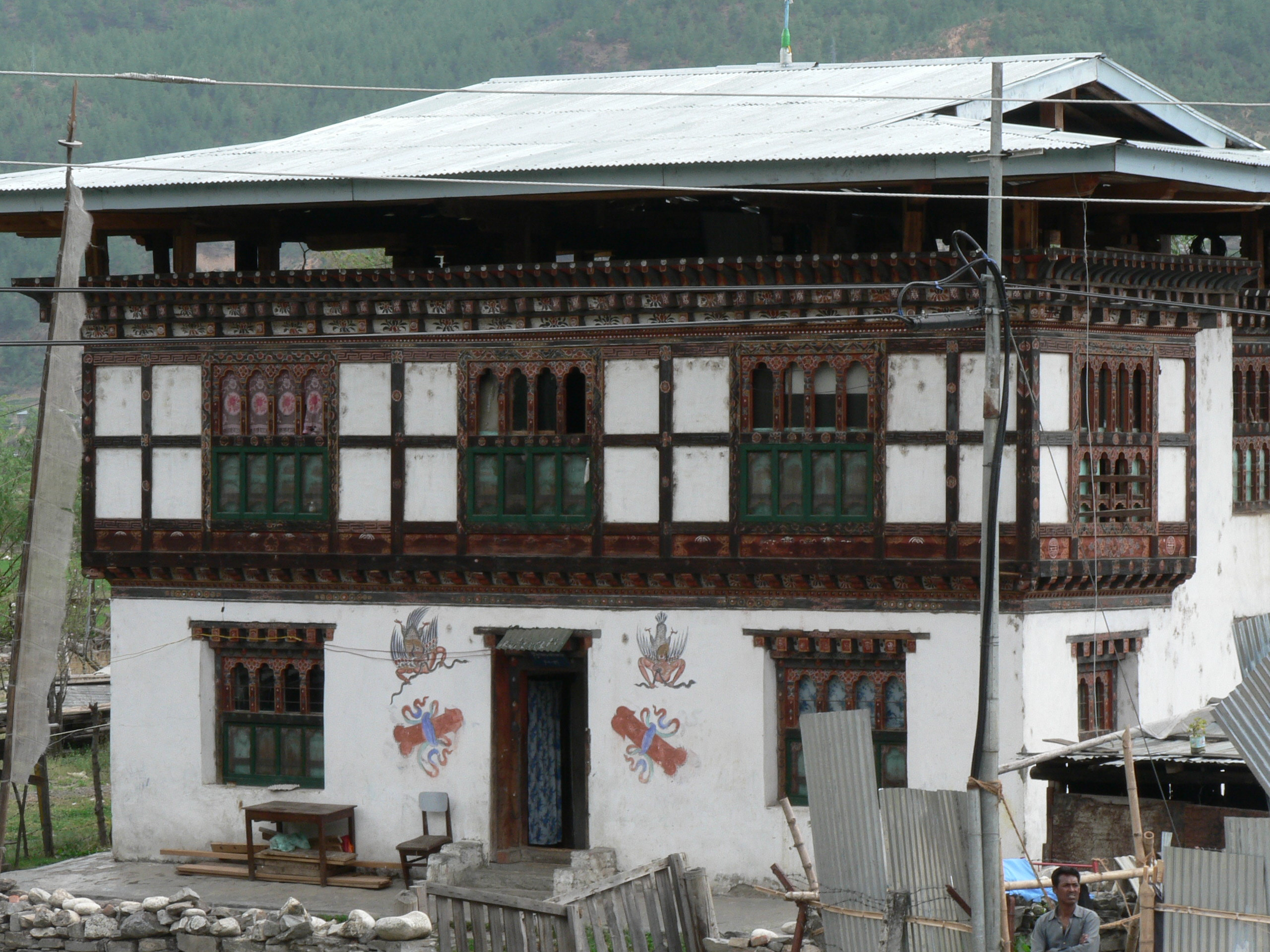
Бутанський будинок в Паро з різнобарвною деревиною на фасаді, малими арковими вікнами і похилим дахом

Дріглам намжа закріплює традиційні правила для побудови дзонгів, а також звичайних будинків. Під керівництвом лами фортеця збудована громадянами, які брали участь у процесі будівництва в якості частини їх податкового зобов'язання перед державою. Сьогодні ж, завдяки підтримці уряду, здійснюється періодичний ремонт дзонгів та й їхнє збереження взагалі.
Давня традиційна архітектура залишається і в сучасному Бутані. Зовсім нещодавно, в 1998 році, згідно з королівським указом, всі побудовані будівлі повинні мати фасади з різнобарвною деревиною, малими арковими вікнами і похилими дахами. Традиційні будівлі в Бутані часто робляться з дерев'яних рам. Цвяхи або залізні прути дозволені в будівництві. Багато традиційних будівель мають свастику і фалічні картини.
Владні садиби західного Бутану (Бумтанг, Паро і Тронгса) з'явилися наприкінці 19-го століття в період відносного затишшя. Це багатоповерхові будівлі, схожі на дзонги, хоча мають більше вікон, що нагадують шале. У верхніх поверхах житлових будинків, як правило, була каплиця, де розташовувалися картини, статуї та релігійна література.
Архітектура звичайних будинків варіюється в залежності від місця розташування і висоти. У південних низьких висотах поширені солом'яні бамбукові будинки, а у високогірних районах — прості кам'яні. Двоповерхові будівлі, менші ніж панські, характерні для всього західного Бутану. Як і в багатих будинках, верхні поверхи часто зарезервовані для каплиці. Горища, з ізоляцією із бамбукових килимків й сіна, часто служать для сушіння шкур тварин і чилі.
Характерними для більшості звичайних будинків на заході є глинобитні стіни, які можуть бути кольоровими або побіленими.
Стіни житла на сході країни частіше з каменю, на відміну від утрамбованих земляних, більш поширених на заході.
У дверях будинків зазвичай є дизайн гребінь-паз. У будинках, як правило, наявні невеликі вікна, вбудовані в нижніх поверхах, і великі вікна на верхніх рівнях, щоб додати структурної стійкості. Вікна найчастіше оформлені у вигляді зігнутого трилисника (horzhing). Похилі дерев'яні дахи вкриті дранкою, але сьогодні існує зростаюча тенденція до використання металочерепиці для довговічності покрівлі. Традиційний дах прикрашений дерев'яним карнизом.

## Архітектура дзонгів
Розвиток архітектури дзонгів в Бутані досягла свого апогею в 17 столітті під керівництвом великого лами Шабдрунга Нгаванга Намґ'яла. Сучасні військові стратеги помітили б, що дзонги вдало розташовані з точки зору їхньої функції у якості фортець, оскільки врни часто побудовані на вершині пагорба, гірському схилі, або ж у безпосередній близькості до водних потоків.
Дзонги по периметру оточують один або декілька дворів. Половина кімнат всередині дзонга виділяється для адміністративних функцій (наприклад, для канцелярії правителя навколишніх земель), інша половина — для релігійних функцій, насамперед під храм і житло для ченців. Цей поділ між адміністративними та релігійними функціями відображає ідеалізовану подвійність влади між релігійними і адміністративними гілками влади.
Дзонги поєднують масивні стіни, башти, низку внутрішніх дворів, храми, адміністративні будівлі, житло для ченців. Зазвичай дзонги розташовані в горах й добре захищені скелями.
Архітектура дзонгів властива Тибету, Бутану та прилеглим до Тибету буддійським територіям.

## Мости
У гірських районах Бутану завжди існувала мережа мостів для поїздок на численні круті ущелини і бурхливі річки, схильні до катастрофічних повеней. Найпоширенішими є консольні мости, також є кілька великих підвісних мостів.